# 김경진 (1895년)
김경진(金慶鎭, 일본식 이름: 金子慶鎭가네코 게이친, 金子典幹가네코 쓰네미키, 1895년 8월 23일 ~ 1975년 6월 5일)은 일제강점기의 경상남도 지역 유지이며 조선총독부 중추원 참의를 지냈다. 본관은 안동이다.

## 생애
경남 김해의 진영읍 출신이다. 중국에 유학해 북경협화대학교를 다니다가 중퇴하고 고향에서 면서기로 근무했다.
1923년부터 김해면 면장을 5년 동안 지낸 것을 시작으로 차츰 이 지역을 대표하는 유지로 떠올랐다. 1923년에 형평사 김해분사가 설립되면서 소요 사태가 빚어졌을 때 김해면장으로서 이를 중재해 이름을 알리기도 했다. 이후 김해와 창원 지역에서 장기간에 걸쳐 경상남도 평의회 의원, 경상남도 도협의회 의원을 지냈고, 경남도회 부의장까지 역임했다.
김경진이 김해의 유력자로 활동할 때 중일 전쟁과 태평양 전쟁으로 전시체제가 수립되었는데, 여기에 적극 협력한 행적이 있다. 김경진은 중일 전쟁이 발발한 1937년부터 전국적으로 펼쳐진 순회 시국강연회에 경남 대표로 참가해 전쟁 지원을 역설했다. 1940년에는 경남도의원들과 함께 상하이를 직접 방문해 일본군을 위문하기도 했다.
1938년에는 조선총독부의 조종으로 박희도와 박춘금 등이 결성한 조선보국회에 핵심 발기인으로 참여했다. 이 단체의 주요 임무는 보국정신 보급과 총후생활의 개선으로 되어 있다. 실제로는 지원병 제도와 같은 전시 총동원 체제를 선전하고, 국방헌금이나 일본군 위문을 장려하는 일을 했다.
전시체제 하에서 각 지역의 갑부 등 전쟁지원에 가담할 수 있는 인물들을 모아 구성한 1940년의 중추원에 김경진도 참의로 임명되어 포함되었다. 1941년에는 조선임전보국단과 국민총력조선연맹 이사를 맡으며 좀 더 적극적인 전쟁 지원에 나섰다. 당시 김경진은 "2400만 전 민중이 한 사람도 빠짐없이 적성(赤誠)의 헌금을 다하여 대헌납운동을 추진"해야 한다고 주장했다.
이후 태평양 전쟁 종전 때까지 순회 강연을 통한 징병제 선전에 참가하고 애국기 헌납운동을 주도하며 열성을 보였다. 중추원 참의로 임명되면서 사회교화 시설을 강화해야 한다고 주장한 것이나, 징병제 실시가 "큰 기쁨이요, 감격할 일"인 동시에 반드시 동참해야 할 중대한 임무라면서 참전을 종용한 강연회의 발언 등이 남아 있다. 이러한 활동으로 1944년 총독부로부터 표창장을 받기도 했다.
광복 후인 1949년에 반민족행위처벌법에 따라 반민특위에 체포되어 특별검찰부로 송치되었으나, 반민특위의 활동이 조직적인 방해를 받아 결국 해체되면서 처벌을 받지 않았다.

## 사후
2002년 민족정기를 세우는 국회의원모임이 발표한 친일파 708인 명단 중 중추원 부문에 수록되었고, 2008년 민족문제연구소가 정리한 친일인명사전 수록예정자 명단에서도 중추원 분야에 선정되었다. 2009년 친일반민족행위진상규명위원회가 발표한 친일반민족행위 705인 명단에도 포함되었다.

## 같이 보기
- 조선총독부 중추원
- 조선임전보국단

## 참고자료
- 전갑생 (2003년 8월 22일). “"국방헌금·황군 위문에 성의를 다하라" - 김해면장에서 국민총력조선연맹 이사까지 오른 황국신민주의자 김경진”. 오마이뉴스. 2008년 3월 3일에 확인함.